# Питкэрн, Роберт
Ро́берт Пи́ткэрн (англ. Robert Pitcairn, род. 26 июня 1938) — канадский спортсмен, участвующий в соревнованиях по стрельбе из крупнокалиберных винтовок. Он стал старейшим дебютировавшим участником в Играх Содружества: 9 апреля 2018 года он дебютировал в возрасте 79 лет и 9 месяцев. Также служил пилотом в Королевских военно-воздушных силах Канады и работал в качестве пилота коммерческих авиалиний.

## Карьера
Питкэрн познакомился со стрельбой, будучи кадетом военно-воздушных сил в 1960 году, но не мог посвятить этому занятию достаточно времени вплоть до своей отставки в 1998 году. Он выиграл несколько провинциальных, национальных и международных наград по стрельбе из крупнокалиберных винтовок. Он готовился к выступлению на Играх Содружества 2002 года, но не смог пройти квалификацию и отложил свой дебют вплоть до игр 2018 года, на которых выступил с напарником Николем Россиньолем, сразившись за приз королевы (англ. Queen's Prize). Питкэрн набрал наибольший результат в стрельбе на 900 и 1000 ярдов, но в итоге пара заняла лишь восьмое место.
Во время работы коммерческим пилотом Питкэрн прославился тем, что 29 ноября 1974 года сорвал попытку захвата пилотируемого им самолёта Boeing 737. Перевозя 120 пассажиров по маршруту CP Air 71, Питкэрн летел из Монреаля в Эдмонтон, когда один из пассажиров приложил нож к глотке стюардессы и потребовал лететь на Кипр. Питкэрн, проходивший курсы о том, как противостоять попыткам захвата самолёта, сообщил нападавшему, что ему придётся приземлить судно в Саскатуне для дозаправки перед длительным перелётом. Самолёт приземлился, и
королевская канадская конная полиция взяла захватчика под стражу.
Сын Питкэрна, Дональд, также спортивный стрелок. Он выступал вместе со своим отцом на World Long Range Rifle Championships в 2011 и 2015 годах.
Роберт Питкэрн скончался 4 марта 2022 года.